# Notiobiella gressitti
Notiobiella gressitti is een insect uit de familie van de bruine gaasvliegen (Hemerobiidae), die tot de orde netvleugeligen (Neuroptera) behoort. 
Notiobiella gressitti is voor het eerst wetenschappelijk beschreven door New in 1989.